# Przedsiębiorstwo rodzinne
Przedsiębiorstwo rodzinne – trygonalny w swej budowie organizm rynkowy obejmujący rodzinę, działalność gospodarczą i jednostki, który funkcjonuje według różnych, ale zaadaptowanych wzajemnie celów, a i ich realizacji poświęca swoją energię w perspektywie wielopokoleniowej poprzez zarządzanie i kontrolę jego działalności i własności.

## Definicje pojęcia
Chronologiczny układ pojęć przedsiębiorczości rodzinnej:
- Kiedy zidentyfikowano bliską zależność między przynajmniej dwoma pokoleniami rodziny a przedsiębiorstwa i kiedy powiązanie to ma zarówno wpływ na działalność przedsiębiorstwa, jak i na cele i działania rodziny[3].

- Przedsiębiorstwo, które w praktyce jest prowadzone przez członków jednej rodziny[4].

- Kontrolowana własność pozostaje w rękach jednej osoby lub kilku osób z jednej rodziny[5].

- Przedsiębiorstwo dochodowe, które jest oparte na bazie prawa własności lub spółki. Jeżeli część akcji jest własnością publiczną, rodzina także ma obowiązek prowadzić tę działalność[6].

- Są tymi, którzy swoją politykę oraz kierunki mocno uzależniają od wpływu jednego lub kilku członków rodziny. Wpływ ten jest uzyskiwany poprzez argumenty własności lub czasem bezpośredniego uczestnictwa członków rodziny w zarządzaniu przedsiębiorstwem[7].

- Każde przedsiębiorstwo, w którym większość udziałów własności lub kontroli znajduje się w rękach jednej rodziny i w którym dwóch lub więcej członków rodziny jest lub było kiedyś bezpośrednio związanych z jego działalnością[8].

- Przedsiębiorstwo, w którym dwóch lub więcej ważnych członków rodziny wpływa na kierunek w nim obrany[9].

- Przedsiębiorstwo, które jest własnością jednej lub dwóch rodzin i jest przez nie prowadzone[10].

- Firma jest często nazwiskiem rodziny.

- prowadzona jest działalność gospodarcza, w której jeden lub więcej ważnych członków rodziny wywiera wpływ na kierunek działania przedsiębiorstwa, stosując do tego zależności więzów krwi, stanowiska kierownicze lub prawa wynikające z praw własności[11].

- Jest rodzajem małego przedsiębiorstwa założonego przez jedną lub kilka osób, które miały pomysł, ciężko pracowały, aby go rozwinąć oraz rozwinęły się, zazwyczaj z udziałem niewielkiego kapitału oraz utrzymując własność (lub jej większą część) w swoich rękach[12].

- Przedsiębiorstwo, w którym członkowie rodziny mają usankcjonowaną prawnie kontrolę nad własnością[13].

- Organizacja, w której najważniejsze decyzje dotyczące działalności i plany przekazywania przywództwa są podejmowane pod wpływem członków rodziny, którzy funkcjonują w firmie jako jej menedżerowie lub zasiadają w zarządzie[14].

- w której rodziny lub/oraz grupa rodzin kontroluje więcej niż 50% udziałów uprawniających do głosowania,i/lub znacząca część kadry z najwyższego szczebla kierowniczego pochodzi z jednej rodziny[15].

- Jest to przedsiębiorstwo, które prowadzi jedna lub więcej rodzin, które mają w pewnym stopniu wpływ na zarządzanie organizacją i ten wpływ wystarcza do ciągłego kontrolowania działalności firmy[16].

- Całość własności musi pozostać przy rodzinie, przynajmniej jeden z właścicieli musi być zatrudniony w przedsiębiorstwie, inny zaś członek rodziny musi pomagać w działalności gospodarczej, nawet jeśli nie będzie w niej oficjalnie zatrudniony[17].

- Przedsiębiorstwo, w którym jedna rodzina posiada większość udziałów i całkowicie kontroluje działalność[18].

- Jeżeli członkowie rodziny posiadają przynajmniej 60% udziałów[19].

- Przedsiębiorstwo, w którym decyzje dotyczące własności lub zarządzania są podejmowane z uwzględnieniem związków z członkami rodziny lub rodzin[20].

- Jest tym, co zazwyczaj nazywamy interesem rodzinnym. Tutaj występuje lub oczekuje się, by młodzi przejęli po starszych kierowanie firmą[21].

- Własność i sposób prowadzenia przedsiębiorstwa jest zdominowany przez grupę osób „emocjonalnie bliskich sobie”[22].

- przedsiębiorstwo rodzinne to takie, w którym powyżej 50% udziałów jest w posiadaniu członków największej jednolitej rodziny powiązanych więzami krwi lub małżeństwa, a sama firma jest postrzegana przez jej prezesa lub dyrektora jako rodzinna[23].

- przedsiębiorstwa, w których założyciel lub inny członek rodziny jest menedżerem, dyrektorem lub indywidualnie (grupowo) posiada znaczny pakiet akcji[24].

- przedsiębiorstwo będące własnością członków rodziny, którzy za jej pośrednictwem realizują nieformalną wizję działalności biznesowej i mają intencję przekazać je następnemu pokoleniu, lub zostało już przekazane obecnym właścicielom przez poprzednie pokolenie/a (s. 284)[25].

- rodzinna działalność gospodarcza cechuje się koncentracją własności, kontroli oraz utrzymywaniem przez członków rodzin kluczowych pozycji zarządzania nawet po tym, gdy wycofali się założyciele[26].

Definicję tę należy odróżnić od pojęcia ang: home business („home-based business” lub w skrócie „HBB”).

### Definicje z polskich ośrodków akademickich

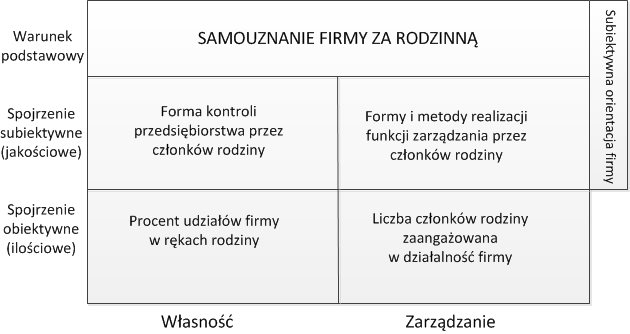
Subiektywizm a obiektywizm w definiowaniu przedsiębiorstwa rodzinnego

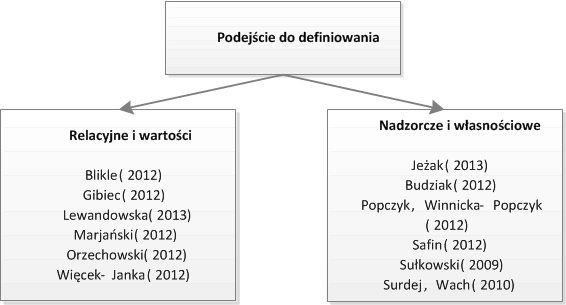
Dwa nurty klasyfikacyjne pojęcia przedsiębiorstwo rodzinne

- Przedsiębiorstwo rodzinne powinno być: podstawą życia rodziny, zarządzane ze znaczącym udziałem rodziny, miejscem, gdzie rodzina buduje swoje poczucie wartości i realizuje swoje marzenia, dla rodziny wartością, z której rodzina jest dumna, być chronione, nawet wbrew oczywistym argumentom ekonomicznym[27].

- Interes rodzinny różni się od innych […] aktywnym uczestnictwem co najmniej jednej osoby z rodziny w zarządzaniu lub tworzeniu wartości przedsięwzięcia gospodarczego, w którym, przynajmniej perspektywicznie, inna osoba z ekskluzywnego kręgu rodzinnego ma cele: kontynuacji działalności gospodarczej po odejściu założyciela poprzez aktywną kontrolę tegoż oraz realizacji przekazywania wartości niematerialnych (kultury przedsiębiorstwa) lub ich adaptacji do współczesności[28].

- interesy rodzinne to te, których założyciele i ich potomstwo bądź krewni stanowią kapitał ludzki spółki i jednocześnie sprawują funkcje kierownicze, menedżerskie bądź pozostają w zarządzie[29].

- Przedsiębiorstwo rodzinne to podmiot gospodarczy, w którym rodzina ma dominujący udział w jego strukturze własnościowej, w procesie podejmowania kluczowych decyzji biznesowych oraz w sprawowaniu funkcji nadzorczych – z intencją długofalowego rozwoju i z myślą o przyszłych pokoleniach[30].

- Przedsiębiorstwo rodzinne, w którym wartości rodziny właścicielskiej wpływają na kreowanie wartości biznesu[31].

- Przedsiębiorstwo rodzinne to organizacja gospodarcza oparta na więziach i zależnościach rodzinnych, która dąży do trwałego utrzymania w przyszłości decydującego wpływu rodziny na biznes poprzez udział we własności, zarządzaniu i odpowiedzialności, z zamiarem przekazania go następnym pokoleniom[32].

- Przedsiębiorstwo, którego podstawowe zasoby ludzkie stanowi rodzina kształtująca bezpośrednio jego działalność[33].

- Przedsiębiorstwo o dowolnej formie prawnej, którego kapitał w całości lub w decydującej części znajduje się w posiadaniu rodziny, przynajmniej jeden jej członek wywiera decydujący wpływ na kierownictwo lub sam sprawuje funkcję kierowniczą z zamiarem trwałego utrzymania przedsięwzięcia w rękach rodziny[34].

- Niezależnie od wielkości i formy prawnej rodzina (rodziny) właścicieli wywiera wpływ bezpośredni lub pośredni na kierownictwo przedsiębiorstwa lub sprawuje funkcję kierowniczą, którego kapitał w całości lub w decydującej części znajduje się w rękach rodziny z zamiarem utrzymania w rękach rodziny rozumianej jako dwie lub większa liczba osób, które są związane jako mąż i żona, wspólnie żyjący partnerzy (kohabitanci) – osoby płci przeciwnej lub jako rodzic i dziecko. Tak więc rodzina obejmuje parę bez dzieci lub parę z jednym lub większą liczbą dzieci, albo też samotnego rodzica z jednym bądź większą liczbą dzieci[35].

- Podmiot gospodarczy o dowolnej formie prawnej, w którym dokonała się sukcesja rodzinna, lub[36]:
  - co najmniej dwóch członków rodziny wspólnie pracuje w tym przedsiębiorstwie,
  - co najmniej jeden członek rodziny ma istotny wpływ na zarządzanie,
  - członkowie rodziny posiadają znaczące lub większościowe udziały w przedsiębiorstwie.

- Przedsiębiorstwo należy uznać za rodzinne, jeśli jej założyciele/lub następcy są wśród jej największych udziałowców i (chociaż nie zawsze jest to wymagane) zajmują główne stanowiska w zarządzie interesu lub w radzie nadzorczej[37].

- Trygonalny w swej budowie organizm rynkowy obejmujący rodzinę, interes i jednostki, który funkcjonuje według różnych, ale zaadaptowanych wzajemnie celów, a i ich realizacji poświęca swoją energię w perspektywie wielopokoleniowej poprzez zarządzanie i kontrolę jego działalności i własności[38].

## Charakterystyka
Przedsiębiorstwa rodzinne są „od zawsze” obecne w gospodarkach wszystkich państw. Stanowią naturalną formę przedsiębiorczości rodzinnej i lokalnej, która przy sprzyjających okolicznościach rozwija się i trwa wiele pokoleń. Szacunki dotyczące liczebności przedsiębiorstw rodzinnych w Polsce i na świecie są tematem sporów naukowców. Można znaleźć dane, które określają ich populacje na 90% spośród wszystkich działających firm na całym świecie. Większość z nich to mikro- i małe przedsiębiorstwa, które jednak wpisały się w rynek przedsiębiorstw średnich i dużych. Najbardziej uśrednione szacunki europejskich giełd mówią o tym, że 44% spółek na nich notowanych jest w rękach rodzin. W USA rodziny kontrolują trzecią część najbogatszych spółek umieszczonych w rankingu S&P 500. Badania prowadzone na rodzimym gruncie szacują ich liczebność między 37% a 65%. Takie rozbieżności wynikają z różnic w rozumieniu pojęcia przedsiębiorstwa rodzinnego, a co za ty idzie przyjmowaniem odmiennych kryteriów ich klasyfikacji
Większość przedsiębiorstw rodzinnych ocenia swoją sytuację ekonomiczną jako bardzo dobrą lub dobrą. Wśród europejskich respondentów opinia ta jest znacznie szerzej rozpowszechniona niż wśród polskich (odpowiednio 71% i 58%).
74% polskich i 75% europejskich przedsiębiorstw rodzinnych deklaruje, że planuje nowe inwestycje. W przypadku Polski zdecydowanie najczęściej (81% wskazań) są to plany dotyczące inwestycji w działalność podstawową firmy, znacznie rzadziej natomiast w dywersyfikację (49%) czy umiędzynarodowienie (24%). Polskie przedsiębiorstwa rodzinne planują inwestycje przede wszystkim na rynkach, które znają. 88% z nich wskazało, że zainwestuje w kraju, aby zwiększyć udziały w rodzimym rynku, a 51% ma plany dotyczące pozostałych krajów Europy.
Ponad połowa polskich przedsiębiorstw rodzinnych (55%) zmaga się z rosnącymi kosztami pracy. Największym zmartwieniem europejskich przedsiębiorstw rodzinnych jest z kolei spadek rentowności, na który wskazała 49% respondentów.
Najbardziej oczekiwaną obecnie zmianą, zarówno przez polskie, jak i europejskie firmy rodzinne, jest uproszczenie przepisów podatkowych (wskazało na nie aż 61% polskich i 52% europejskich respondentów). Polskie przedsiębiorstwa w drugiej kolejności liczą na niższe opodatkowanie (46%). Takie oczekiwania ma także 40% europejskich firm.
Prawie wszyscy polscy respondenci (96%) twierdzą, że komunikacja między pokoleniami jest bardzo ważną lub ważną kwestią w ich działalności biznesowej. Podobny odsetek przedstawicieli polskich firm (94%) wskazuje na istotność utrzymywania równowagi między życiem rodzinnym a ich działalnością biznesową.